# Gerard Malanga
Gerard Joseph Malanga (* 20. března 1943, Bronx, New York, USA) je americký fotograf, filmový producent, básník, kurátor a archivář. V letech 1963-1970 spolupracoval s The Factory Andy Warhola. Podílel se také na několika Warholových filmech. Byl také členem Exploding Plastic Inevitable, doprovodnou skupinu hudebníků The Velvet Underground. Společně s Victorem Bockrisem je rovněž autorem knihy o této skupině Nadoraz: Příběh The Velvet Underground.

## Práce

### Poezie
- Screen Tests: A Diary (with photos by Andy Warhol) (1966)
- 3 Poems for Benedetta Barzini (1967)
- Prelude to International Velvet Debutante (1967)
- The Last Benedetta Poems (1969)
- Gerard Malanga Selbsportrait eines Dichters (1970)
- 10 Poems for 10 Poets (1970)
- chic death (1971)
- Wheels of Light (1972)
- The Poetry Of Night, Dawn And Dream/Nine Poems For Cesar Vallejo (1972)
- Licht/Light (1973, bilingual)
- Incarnations: Poems 1965–1971 (1974)
- Rosebud (1975)
- Leaping Over Gravestones (1976)
- Ten Years After: The Selected Benedetta Poems (1977)
- 100 years have passed (1978)
- This Will Kill That (1978)
- Three Diamonds (1991)
- Mythologies Of The Heart (1996)
- No Respect: New & Selected Poems 1964–2000 (2001)

### Filmy
- Kiss (1963)
- Vinyl (1965)
- Mary for Mary
- Donovan Meets Gerald
- In Search of the Miraculous
- Pre-Raphaelite Dream (1968)
- The Recording Zone Operator